# Grand Prix Adrie van der Poel
Le Grand Prix Adrie van der Poel (en néerlandais : Grote Prijs Adrie van der Poel) ou cyclo-cross de Hoogerheide est une compétition de cyclo-cross qui a lieu annuellement à Hoogerheide aux Pays-Bas. Il fait partie de la coupe du monde de cyclo-cross depuis 2010. Son nom rend hommage à Adrie van der Poel, champion du monde de cyclo-cross et natif de Hoogerheide.
Le Grand Prix n'a pas lieu en 2009, 2014 et 2023, car il est remplacé par les championnats du monde, organisés par la fondation Grote Prijs Adrie van der Poel.

## Palmarès

### Hommes
| Année | Vainqueur                 | Deuxième                  | Troisième                 |
| ----- | ------------------------- | ------------------------- | ------------------------- |
| 2000  | Richard Groenendaal       | Sven Nys                  | Adrie van der Poel        |
| 2001  | Richard Groenendaal       | Gerben de Knegt           | Sven Nys                  |
| 2002  | Erwin Vervecken           | Mario De Clercq           | Peter Van Santvliet       |
| 2003  | Sven Nys                  | Bart Wellens              | Ben Berden                |
| 2004  | Mario De Clercq           | Tom Vannoppen             | Arne Daelmans             |
| 2005  | Sven Nys                  | Davy Commeyne             | Sven Vanthourenhout       |
| 2006  | Erwin Vervecken           | John Gadret               | Enrico Franzoi            |
| 2007  | Sven Nys                  | Petr Dlask                | Erwin Vervecken           |
| 2008  | Lars Boom                 | Bart Wellens              | Erwin Vervecken           |
| 2009  | Remplacé par les mondiaux | Remplacé par les mondiaux | Remplacé par les mondiaux |
| 2010  | Niels Albert              | Zdeněk Štybar             | Kevin Pauwels             |
| 2011  | Niels Albert              | Kevin Pauwels             | Sven Nys                  |
| 2012  | Kevin Pauwels             | Zdeněk Štybar             | Klaas Vantornout          |
| 2013  | Martin Bína               | Lars van der Haar         | Simon Zahner              |
| 2014  | Remplacé par les mondiaux | Remplacé par les mondiaux | Remplacé par les mondiaux |
| 2015  | Mathieu van der Poel      | Wout van Aert             | Gianni Vermeersch         |
| 2016  | Mathieu van der Poel      | Wout van Aert             | Kevin Pauwels             |
| 2017  | Lars van der Haar         | Tom Meeusen               | Corné van Kessel          |
| 2018  | Mathieu van der Poel      | Wout van Aert             | Michael Vanthourenhout    |
| 2019  | Mathieu van der Poel      | Toon Aerts                | Wout van Aert             |
| 2020  | Mathieu van der Poel      | Toon Aerts                | Eli Iserbyt               |
| 2021  | non-disputé               | non-disputé               | non-disputé               |
| 2022  | Eli Iserbyt               | Lars van der Haar         | Tom Pidcock               |
| 2023  | non-disputé               | non-disputé               | non-disputé               |
| 2024  | Mathieu van der Poel      | Joris Nieuwenhuis         | Pim Ronhaar               |
| 2025  | Mathieu van der Poel      | Michael Vanthourenhout    | Lars van der Haar         |

### Femmes
| Année | Vainqueur                 | Deuxième                  | Troisième                 |
| ----- | ------------------------- | ------------------------- | ------------------------- |
| 2002  | Daphny van den Brand      | Hilde Quintens            | Corine Dorland            |
| 2003  | Daphny van den Brand      | Corine Dorland            | Anja Nobus                |
| 2004  | Reza Ravenstijn           | Marianne Vos              | Daphny van den Brand      |
| 2005  | Mirjam Melchers           | Daphny van den Brand      | Hanka Kupfernagel         |
| 2006  | Daphny van den Brand      | Hanka Kupfernagel         | Mirjam Melchers           |
| 2007  | Hanka Kupfernagel         | Marianne Vos              | Helen Wyman               |
| 2008  | Hanka Kupfernagel         | Maryline Salvetat         | Helen Wyman               |
| 2009  | Remplacé par les mondiaux | Remplacé par les mondiaux | Remplacé par les mondiaux |
| 2010  | Marianne Vos              | Sanne van Paassen         | Daphny van den Brand      |
| 2011  | Katherine Compton         | Hanka Kupfernagel         | Marianne Vos              |
| 2012  | Marianne Vos              | Daphny van den Brand      | Kateřina Nash             |
| 2013  | Marianne Vos              | Sanne van Paassen         | Christel Ferrier-Bruneau  |
| 2014  | Remplacé par les mondiaux | Remplacé par les mondiaux | Remplacé par les mondiaux |
| 2015  | Eva Lechner               | Kateřina Nash             | Pauline Ferrand-Prévot    |
| 2016  | Sophie de Boer            | Thalita de Jong           | Nikki Harris              |
| 2017  | Marianne Vos              | Lucinda Brand             | Annemarie Worst           |
| 2018  | Sanne Cant                | Eva Lechner               | Evie Richards             |
| 2019  | Lucinda Brand             | Katherine Compton         | Marianne Vos              |
| 2020  | Lucinda Brand             | Annemarie Worst           | Sanne Cant                |
| 2021  | non-disputé               | non-disputé               | non-disputé               |
| 2022  | Marianne Vos              | Lucinda Brand             | Puck Pieterse             |
| 2023  | non-disputé               | non-disputé               | non-disputé               |
| 2024  | Fem van Empel             | Blanka Vas                | Lucinda Brand             |
| 2025  | Lucinda Brand             | Blanka Vas                | Puck Pieterse             |

### Hommes espoirs
| Année | Vainqueur         | Deuxième        | Troisième         |
| ----- | ----------------- | --------------- | ----------------- |
| 2016  | Quinten Hermans   | Eli Iserbyt     | Clément Russo     |
| 2017  | Joris Nieuwenhuis | Clément Russo   | Thijs Aerts       |
| 2018  | Eli Iserbyt       | Thomas Pidcock  | Joris Nieuwenhuis |
| 2019  | Eli Iserbyt       | Antoine Benoist | Ben Turner        |
| 2020  | Ryan Kamp         | Antoine Benoist | Niels Vandeputte  |
| 2021  | non-disputé       | non-disputé     | non-disputé       |
| 2022  | non-disputé       | non-disputé     | non-disputé       |
| 2023  | non-disputé       | non-disputé     | non-disputé       |
| 2024  | Tibor Del Grosso  | Rémi Lelandais  | Jente Michels     |
| 2025  | Tibor Del Grosso  | Aubin Sparfel   | Stefano Viezzi    |

### Hommes juniors
| Année | Vainqueur        | Deuxième            | Troisième            |
| ----- | ---------------- | ------------------- | -------------------- |
| 2016  | Jens Dekker      | Thomas Pidcock      | Thijs Wolsink        |
| 2017  | Thomas Pidcock   | Ben Turner          | Timo Kielich         |
| 2018  | Niels Vandeputte | Jarno Bellens       | Mees Hendricx        |
| 2019  | Witse Meeussen   | Carlos Canal Blanco | Lennert Belmans      |
| 2020  | Dario Lillo      | Lennert Belmans     | Thibau Nys           |
| 2021  | non-disputé      | non-disputé         | non-disputé          |
| 2022  | non-disputé      | non-disputé         | non-disputé          |
| 2023  | non-disputé      | non-disputé         | non-disputé          |
| 2024  | Stefano Viezzi   | Senna Remijn        | Jules Simon          |
| 2025  | Benedikt Benz    | Mats Vanden Eynde   | Patrick Pezzo Rosola |